# The Pokémon Company
The Pokémon Company (株式会社ポケモン, Gaisha Kabushiki Pokemon) (TPC) é uma empresa japonesa responsável pela gestão, publicação, marketing e licenciamento da franquia Pokémon, que consiste em jogos eletrônicos, jogo de cartas colecionáveis, animes, mangás, longa metragens, brinquedos entre outros produtos. A companhia possui um investimento conjunto com a Nintendo, Game Freak e Creatures, as quais detêm direitos autorais da marca. Ele começou a operar em 1998 e adotou o apelido de Pokémon Ltd. em 2000. A empresa está sediada dentro do edifício Mori Tower, em Roppongi Hills, na cidade de Tóquio.
A empresa tem divisões separadas que lidam com operações em diferentes partes do mundo, com The Pokémon Company International abrange os territórios fora da Ásia e Pacífico. Na Coreia do Sul, as operações são tratadas por Pokémon Korea, Inc.
A Pokémon Company também lida com a publicação de todos os jogos da franquia desde 2001 como seu principal editor. Ela é responsável pelo marketing e financiamento, enquanto a Nintendo lida com a distribuição dos títulos dentro do Japão e no mundo todo. Ambas as empresas trabalham juntas na localização, produção e outros aspectos.

## História
As operações da empresa começaram em 1998 com a abertura da loja Pokémon Center, em Tóquio, antes da marca real de Pokémon, Ltd. foi criada em 2000. Desde então, este ramo tem sido comercializado como The Pokémon Company. O ramo nos Estados Unidos, inaugurado em 2001 para lidar com licenciamento de seus produtos no exterior. Nintendo Australia faz todo licenciamento e comercialização de produtos na Austrália e Nova Zelândia, como The Pokémon Company não tem um filial australiano.
Desde 2001, quase todos os produtos licenciados de Pokémon têm "© Pokémon" nos agradecimentos de direitos autorais com os três usuais de "© Nintendo", "© Game Freak inc." e "© Creatures Inc." Os jogos eletrônicos, Pokémon Trading Card Game e brinquedos licenciados ainda estão sendo feitas por empresas de terceira e segunda-party por exemplo como Tomy.
Em 2006, Pokémon Korea, Inc. foi fundada para gerenciar as operações da empresa na Coreia do Sul. A sede está localizada em Seul.
Em 2009, Pokémon EUA e Pokémon Reino Unido se uniram para formar The Pokémon Company International, que lida com operações americanas e européias de Pokémon, sob a administração de Kenji Okubo. Os escritórios da empresa nos Estados Unidos estão em Bellevue, Washington e seu escritório no Reino Unido estão em Londres. Operações na Austrália são controladas pela Nintendo Australia.
The Pokémon Company registrou US$ 2.1 bilhões em vendas de produtos para 2015.

## Produtos

### Jogos
- Série de jogos eletrônicos da franquia Pokémon
  - Lista de jogos da série Pokémon
- Pokémon Estampas Ilustradas

### Animação
- Série de televisão da franquia Pokémon
- Lista de filmes de Pokémon

### Filme live-action
- Pokémon: Detetive Pikachu

## Produtos Licenciados
| Ano(s)                       | Região               | Vendas (em milhões de dólares) | Notas |
| ---------------------------- | -------------------- | ------------------------------ | --- |
| 1999                         | Em todo o Mundo      | 7,000                          | ¥350,28 bilhões (US$ 3,075 bilhões) no Japão. |
| 2001                         | Fora da Asia         | 2,000                          | |
| 2002                         | Américas             | 1,100                          | |
| 2003                         | Américas             | 1,300                          | |
| 1996–2003                    | Em todo o mundo      | 30,000                         | |
| 2004                         | Japão e América      | 2,035                          | ¥79,54 bilhões no Japão. $1.3 bilhões nas Américas. |
| 2005                         | Japão e América      | 1 892                          | ¥65,21 bilhões no Japão. $1.3 bilhões nas Américas. |
| 2006                         | Japão e América      | 2,270                          | ¥112,77 bilhões no Japão. $1.3 bilhões nas Américas. |
| 2007                         | Japão e América      | 2 543                          | ¥134 bilhões no Japão. $1.4 bilhões nas Américas. |
| 2008                         | Japão e América      | 2,512                          | ¥114 bilhões no Japão. $1.4 bilhões nas Américas. |
| 2009                         | Japão e Fora da Ásia | 2,595                          | ¥111 bilhões no Japão. $1.4 bilhões fora da Ásia. |
| 2010                         | Japão e Fora da Ásia | 3,804                          | ¥114 no bilhões no Japão. $2.5 bilhões fora da Ásia. |
| 2011                         | Japão e Fora da Ásia | 2,848                          | ¥107 bilhões no Japão. $1.5 bilhões fora da Ásia. |
| 2012                         | Japão e Fora da Ásia | 2,754                          | ¥92 bilhões no Japão. $1.6 bilhões fora da Ásia. |
| 2013                         | Japão e Fora da Ásia | 2,393                          | ¥86 bilhões no Japão. $1.5 bilhões fora da Ásia. |
| 2014                         | Japão e Fora da Ásia | 2,678                          | ¥71 bilhões no Japão. 2 bilhões fora da Ásia. As vendas do Pokémon TCG aumentou 51% no mercado britânico, e 34% na América do Norte. |
| 2014–2015                    | India                |                                | Surgimento da marca Pokémon na Índia. |
| 2015                         | Japão e Fora da Ásia | 2,608                          | ¥63 bilhões no Japão. US$ 2.1 bilhões fora da Ásia. As vendas do Pokémon TCG aumentaram em 56%. |
| 2016                         | Japão e Fora da Ásia | 3,884                          | ¥64 bilhões no Japão. US$3.5 bilhões fora Ásia. O 20º aniversário da marca coincidiu com o comercial no Super Bowl 50, o lançamento do Pokémon Go, dos jogos Sun & Moon para 3DS, da série animada Sun & Moon e o Pokémon TCG foi o jogo de cartas colecionáveis mais vendido.                                                                                     |
| 2017                         | Japão e Fora da Ásia | 4,081                          | ¥64 bilhões no Japão. US$3.5 bilhões fora da Ásia. Brinquedos Pokémon aumentaram em suas vendas, e foi a marca mais vendida. Lançamento da expansão de Sun e Moon no Pokémon TCG, continuação do sucesso do aplicativo Pokémon Go e lançamento global dos jogos Ultra Sun & Ultra Moon e Pokkén Tournament DX, o filme I Choose You e a série de anime Sun e Moon. |
| 2018                         | Japão e Fora da Ásia | 3,681                          | ¥77 bilhões no Japão. US$2.8 bilhões fora da Ásia. |
| 2019                         | Japão e Fora da Ásia | 5,127                          | ¥101 bilhões no Japão. US$ 4.2 bilhões fora da Ásia. Crescimento substancial com o lançamento global do filme live-action Pokémon: Detective Pikachu, do jogo Pokémon Sword & Shield, da temporada de Sun & Moon: Ultra Legends e o aplicativo Pokémon GO alcançou 1 bilhão de downloads.                                                                          |
| 2020                         | Fora da Ásia         | 5,100                          | 5.1 bilhões fora da Ásia. Vendas do Japão desconhecidas. |
| Total de vendas reconhecidas | Em todo o mundo      | 82,805                         | |